# Laesie
Een laesie (Latijn voor 'letsel') is een beschadiging van weefsel in een meercellig organisme.

## Oorzaken
Laesies treden op door lichamelijke verwonding en bij ziekte. Voorbeelden van een laesie door verwonding zijn een dwarslaesie, waarbij de zenuwen in het ruggenmerg zijn beschadigd, en een botbreuk. Andere vormen van weefselbeschadiging van buitenaf ontstaan door elektrocutie, de inwerking van chemicaliën of de blootstelling aan extreme temperaturen. 
Intern veroorzaakte,  pathologische laesies ontstaan bijvoorbeeld door een ontsteking, of door een tumor die het omliggende weefsel wegdrukt. 
Daarnaast hebben bepaalde ziekten specifieke laesies als symptoom, bijvoorbeeld een typerende huidafwijking bij gordelroos. Ten slotte kunnen laesies ontstaan door processen rond de celstofwisseling, zoals bij zweren, of door auto-immuunreacties, met name bij veel vormen van reuma.
Laesies worden soms opzettelijk toegebracht, bijvoorbeeld door een chirurg bij een operatie.

## Soorten laesies
De definitie van laesie is zo ruim, dat het aantal soorten en varianten niet valt te bepalen. Laesies kunnen worden gerangschikt naar de oorzaak, naar de locatie op het lichaam, en naar kenmerken als grootte en vorm. Daarnaast worden zij soms getypeerd naar het al dan niet innemen van fysieke ruimte. Zo zal een tumor ruimte innemen, en daardoor druk uitoefenen op omliggend weefsel, of een gat vormen in het moederweefsel van de tumor.